# Équipe de France de football en 2021
Maillots
Actualités
Cet article traite de l'année 2021 de l'Équipe de France de football.

## Déroulement de la saison

### Objectifs
L'objectif de cette année 2021 est de remporter le Championnat d'Europe de football 2020 et réaliser le doublé Mondial 2018-Euro 2020, 21 ans après leurs illustres prédécesseurs. Remporter la Ligue des nations de l'UEFA 2020-2021 mais aussi se qualifier pour la Coupe du monde 2022 qui se disputera au Qatar seront aussi des objectifs.

### Résumé de la saison
Le 18 mai 2021, la liste des Bleus sélectionnés pour l'Euro est dévoilée. Karim Benzema fait son retour après cinq ans d'absence et Jules Koundé connaît sa première sélection.
Le 26 mai 2021, les Français Étienne Capoue et Francis Coquelin remportent la finale de la Ligue Europa 2020-2021 avec Villarreal CF devant Manchester United de Paul Pogba. Étienne Capoue, dont la dernière sélection en Équipe de France remonte à 2013, est l'homme du match de cette finale dont l'arbitre est Clément Turpin.
Le 29 mai 2021, Olivier Giroud, N'Golo Kanté et Kurt Zouma remportent la ligue des champions de l'UEFA 2020-2021 avec Chelsea FC face au Manchester City où joue leur compatriote Benjamin Mendy. N'Golo Kanté est l'homme du match de la finale. Pourtant remplaçant, Olivier Giroud est le meilleur buteur de son club lors de cette Ligue des champions avec 6 buts pour 257 minutes jouées.
Pour les matches de septembre, Didier Deschamps appelle quatre nouveaux : Théo Hernandez, Jordan Veretout, Aurélien Tchouaméni et Moussa Diaby. Olivier Giroud, qui a pourtant retrouvé du temps de jeu de l'AC Milan, ne fait pas partie de la liste. Finalement viennent s'ajouter à cette liste Mattéo Guendouzi, Adrien Rabiot et Nordi Mukiele après les blessures de Dayot Upamecano, N'Golo Kanté, Corentin Tolisso, Kylian Mbappé et l'exclusion de Jules Koundé.

## Résultats détaillés
| Qualification Coupe du monde                       | France | 1 - 1   | Ukraine |                                                                                     |                                                                                     |
| 24 mars 2021 · 20 h 45 · Historique des rencontres | 19e Griezmann | (1 - 0) | 57e (csc) Kimpembe | Stade de France, Saint-Denis Spectateurs : 0 (Huis clos) Arbitrage : Tobias Stieler | Stade de France, Saint-Denis Spectateurs : 0 (Huis clos) Arbitrage : Tobias Stieler |
| 24 mars 2021 · 20 h 45 · Historique des rencontres | Lloris - Pavard, Varane, Kimpembe, L.Hernandez - Kanté, Rabiot - Coman (Dembélé, 63e), Griezmann, Mbappé (Martial, 77e) - Giroud (Pogba, 63e) | Équipes | Bushchan - Karavayev, Zabarnyi, Kryvtsov, Matviyenko, Mykolenko - Shaparenko (Zubkov, 86e), Sydorchuk (Kovalenko, 79e) - Malinovskyi, Zinchenko - Yaremchuk (Júnior Moraes, 73e) | Stade de France, Saint-Denis Spectateurs : 0 (Huis clos) Arbitrage : Tobias Stieler | Stade de France, Saint-Denis Spectateurs : 0 (Huis clos) Arbitrage : Tobias Stieler |

| Qualification Coupe du monde                       | Kazakhstan | 0 - 2   | France |                                                                                    |                                                                                    |
| 28 mars 2021 · 15 h 00 · Historique des rencontres | | (0 - 2) | 20e Dembélé (Martial ) · 44e (csc) Malyi | Astana Arena, Noursoultan Spectateurs : 0 (Huis clos) Arbitrage : Aleksei Kulbakov | Astana Arena, Noursoultan Spectateurs : 0 (Huis clos) Arbitrage : Aleksei Kulbakov |
| 28 mars 2021 · 15 h 00 · Historique des rencontres | Mokin - Bystrov, Yerlanov, Malyi, Alip, Valiullin (Samorodov, 84e) - Muzhikov (Vorogovskiy, 65e), Tagybergen, Vasiliev (Astanov, 89e) - Nurgaliev (Karimov, 84e), Fedin (Tungyshbayev, 65e) | Équipes | Lloris - Dubois, Zouma, Lenglet, Digne - Pogba (Rabiot, 59e), Ndombele (Sissoko, 82e) - Dembélé (Coman, 90e), Griezmann (Ben Yedder, 59e), Lemar - Martial (Mbappé, 59e) | Astana Arena, Noursoultan Spectateurs : 0 (Huis clos) Arbitrage : Aleksei Kulbakov | Astana Arena, Noursoultan Spectateurs : 0 (Huis clos) Arbitrage : Aleksei Kulbakov |

| Qualification Coupe du monde                       | Bosnie-Herzégovine | 0 - 1   | France |                                                                                 |                                                                                 |
| 31 mars 2021 · 20 h 45 · Historique des rencontres | | (0 - 0) | 60e Griezmann (Rabiot ) | Stade Grbavica, Sarajevo Spectateurs : 0 (Huis clos) Arbitrage : Daniele Orsato | Stade Grbavica, Sarajevo Spectateurs : 0 (Huis clos) Arbitrage : Daniele Orsato |
| 31 mars 2021 · 20 h 45 · Historique des rencontres | Šehić - Todorović (Stevanović, 77e), Ahmedhodžić, Hadžikadunić, Saničanin, Kolašinac - Pjanić, Hadžiahmetović, Cimirot (Gojak, 86e) - Džeko , Krunić (Prevljak, 86e) | Équipes | Lloris - Pavard, Varane, Kimpembe, L.Hernandez - Coman (Giroud, 59e), Pogba, Rabiot, Lemar (Sissoko, 90e) - Griezmann, Mbappé | Stade Grbavica, Sarajevo Spectateurs : 0 (Huis clos) Arbitrage : Daniele Orsato | Stade Grbavica, Sarajevo Spectateurs : 0 (Huis clos) Arbitrage : Daniele Orsato |

| Match amical                                      | France | 3 - 0   | Pays de Galles |                                                                            |                                                                            |
| 2 juin 2021 · 21 h 05 · Historique des rencontres | 34e Mbappé · 48e Griezmann · 79e Dembélé | (1 - 0) | | Allianz Riviera, Nice Spectateurs : 0 (Huis clos) Arbitrage : Luis Godinho | Allianz Riviera, Nice Spectateurs : 0 (Huis clos) Arbitrage : Luis Godinho |
| 2 juin 2021 · 21 h 05 · Historique des rencontres | Lloris - Pavard (Koundé, 46e), Varane, Kimpembe, L.Hernandez (Digne, 46e) - Tolisso (Sissoko, 63e), Pogba (Coman, 63e), Rabiot, Griezmann (Ben Yedder, 84e) - Mbappé (Dembélé, 73e), Benzema | Équipes | Ward - Roberts, Rodon, Mepham (Davies, 59e), Gunter - Allen (Levitt, 59e), Morrell (Colwill, 83e), N.Williams - Bale (Moore, 59e), James (Brooks, 72e), Wilson (Ramsey, 59e) | Allianz Riviera, Nice Spectateurs : 0 (Huis clos) Arbitrage : Luis Godinho | Allianz Riviera, Nice Spectateurs : 0 (Huis clos) Arbitrage : Luis Godinho |

| Match amical                                      | France | 3 - 0   | Bulgarie |                                                                                      |                                                                                      |
| 8 juin 2021 · 21 h 10 · Historique des rencontres | 29e Griezmann · 83e Giroud (Pavard ) · 89e Giroud (Ben Yedder ) | (1 - 0) | | Stade de France, Saint-Denis Spectateurs : 5 000 Arbitrage : Anastasios Sidiropoulos | Stade de France, Saint-Denis Spectateurs : 5 000 Arbitrage : Anastasios Sidiropoulos |
| 8 juin 2021 · 21 h 10 · Historique des rencontres | Lloris - Pavard, Varane, Kimpembe, L.Hernandez (Digne, 46e) - Kanté (Lemar, 65e), Pogba, Tolisso (Sissoko, 84e), Griezmann (Dembélé, 66e) - Mbappé (Ben Yedder, 84e), Benzema (Giroud, 41e) | Équipes | Naumov - Turitsov (Karagaren, 71e), P.Hristov, Antov, Bozhikov - Despodov (D.Iliev, 58e), Kraev (Tsvetanov, 58e), Chochev (Vitanov, 52e), I.Iliev, Yankov (A.Hristov, 71e) - A.Iliev (Minchev, 58e) | Stade de France, Saint-Denis Spectateurs : 5 000 Arbitrage : Anastasios Sidiropoulos | Stade de France, Saint-Denis Spectateurs : 5 000 Arbitrage : Anastasios Sidiropoulos |

| Championnat d'Europe 2020                          | France | 1 - 0   | Allemagne |                                                                                |                                                                                |
| 15 juin 2021 · 21 h 00 · Historique des rencontres | 19e (csc) Hummels (L.Hernandez )                                                                                                 | (1 - 0) | | Allianz Arena, Munich Spectateurs : 13 000 Arbitrage : Carlos del Cerro Grande | Allianz Arena, Munich Spectateurs : 13 000 Arbitrage : Carlos del Cerro Grande |
| 15 juin 2021 · 21 h 00 · Historique des rencontres | Lloris - L.Hernandez, Kimpembe, Varane, Pavard - Kanté, Pogba, Rabiot (Dembélé, 90e) - Griezmann, Mbappé, Benzema (Tolisso, 89e) | Équipes | Neuer - Rüdiger, Hummels, Ginter (Can, 88e) - Gosens (Volland, 88e), Kroos, Gündoğan, Kimmich - Müller, Havertz (Sané, 74e), Gnabry (Werner, 74e) | Allianz Arena, Munich Spectateurs : 13 000 Arbitrage : Carlos del Cerro Grande | Allianz Arena, Munich Spectateurs : 13 000 Arbitrage : Carlos del Cerro Grande |

| Championnat d'Europe 2020                          | Hongrie | 1 - 1   | France |                                                                               |                                                                               |
| 19 juin 2021 · 15 h 00 · Historique des rencontres | 45+2e Fiola (Sallai ) | (1 - 0) | 66e Griezmann | Stade Ferenc-Puskás, Budapest Spectateurs : 55 998 Arbitrage : Michael Oliver | Stade Ferenc-Puskás, Budapest Spectateurs : 55 998 Arbitrage : Michael Oliver |
| 19 juin 2021 · 15 h 00 · Historique des rencontres | Gulácsi - Szalai, Orban, Botka - Nagy - Fiola, Schäfer (Cseri, 75e), Kleinheisler (Lovrencsics, 84e), Nego - Sallai, Szalai (Nikolić, 26e) | Équipes | Lloris - Digne, Kimpembe, Varane, Pavard - Kanté, Pogba (Tolisso, 76e), Rabiot (Dembélé, 57e puis Lemar, 87e) - Griezmann, Mbappé, Benzema (Giroud, 76e) | Stade Ferenc-Puskás, Budapest Spectateurs : 55 998 Arbitrage : Michael Oliver | Stade Ferenc-Puskás, Budapest Spectateurs : 55 998 Arbitrage : Michael Oliver |

| Championnat d'Europe 2020                          | Portugal | 2 - 2   | France |                                                                                    |                                                                                    |
| 23 juin 2021 · 21 h 00 · Historique des rencontres | 31e (pen.) Ronaldo · 60e (pen.) Ronaldo | (1 - 1) | 45+2e (pen.) Benzema · 47e Benzema (Pogba ) | Stade Ferenc-Puskás, Budapest Spectateurs : 54 886 Arbitrage : Antonio Mateu Lahoz | Stade Ferenc-Puskás, Budapest Spectateurs : 54 886 Arbitrage : Antonio Mateu Lahoz |
| 23 juin 2021 · 21 h 00 · Historique des rencontres | Rui Patricio - R.Guerreiro, Pepe, Rúben Dias, N.Semedo (D.Dalot, 79e) - R.Sanches (S.Oliveira, 88e), D.Pereira (J.Palhinha, 46e) J.Moutinho (R.Neves, 72e) - B.Silva (B.Fernandes, 72e), Diogo Jota, C.Ronaldo | Équipes | Lloris - L.Hernandez (Digne, 46e puis Rabiot, 52e), Kimpembe, Varane, Koundé - Kanté, Pogba - Tolisso (Coman, 66e), Griezmann (Sissoko, 87e), Mbappé - Benzema | Stade Ferenc-Puskás, Budapest Spectateurs : 54 886 Arbitrage : Antonio Mateu Lahoz | Stade Ferenc-Puskás, Budapest Spectateurs : 54 886 Arbitrage : Antonio Mateu Lahoz |

| Championnat d'Europe 2020 ⅛ de finale              | France | 3 - 3 a. p. 4 - 5 t. a. b. | Suisse |                                                                               |                                                                               |
| 28 juin 2021 · 21 h 00 · Historique des rencontres | 57e Benzema (Mbappé ) · 59e Benzema · 75e Pogba | (0 - 1, 3 - 3, 3 - 3)      | 15e Seferović (Zuber ) · 81e Seferović (Mbabu ) · 90e Gavranović (Xhaka ) | Arena Națională, Bucarest Spectateurs : 22 642 Arbitrage : Fernando Rapallini | Arena Națională, Bucarest Spectateurs : 22 642 Arbitrage : Fernando Rapallini |
| 28 juin 2021 · 21 h 00 · Historique des rencontres | Pogba · Giroud · Thuram · Kimpembe · Mbappé | Tirs au but 4 - 5          | Gavranović · Schär · Akanji · Vargas · Mehmedi · | Arena Națională, Bucarest Spectateurs : 22 642 Arbitrage : Fernando Rapallini | Arena Națională, Bucarest Spectateurs : 22 642 Arbitrage : Fernando Rapallini |
| 28 juin 2021 · 21 h 00 · Historique des rencontres | Lloris - Kimpembe, Lenglet (Coman, 46e puis Thuram, 111e), Varane - Rabiot, Kanté, Pogba, Pavard - Griezmann (Sissoko, 88e) - Mbappé, Benzema (Giroud, 94e) | Équipes                    | Sommer - R.Rodríguez (Mehmedi, 87e), Akanji, Elvedi - Zuber (Fassbacht, 79e), Xhaka , Freuler, Widmer (Mbabu, 73e) - Shaqiri (Gavranović, 73e) - Embolo (Vargas, 80e), Seferović (Schär, 97e) | Arena Națională, Bucarest Spectateurs : 22 642 Arbitrage : Fernando Rapallini | Arena Națională, Bucarest Spectateurs : 22 642 Arbitrage : Fernando Rapallini |

| Qualification Coupe du monde                             | France | 1 - 1   | Bosnie-Herzégovine |                                                                                |                                                                                |
| 1er septembre 2021 · 20 h 45 · Historique des rencontres | 40e Griezmann | (1 - 1) | 36e Džeko (Demirović ) | Stade de la Meinau, Strasbourg Spectateurs : 21 754 Arbitrage : Sandro Schärer | Stade de la Meinau, Strasbourg Spectateurs : 21 754 Arbitrage : Sandro Schärer |
| 1er septembre 2021 · 20 h 45 · Historique des rencontres | Lloris - Digne, Kimpembe, Varane, Koundé - Veretout (Dubois, 54e), Pogba, Lemar (Tchouaméni, 45e) - Griezmann (Coman, 76e), Mbappé (Diaby, 89e), Benzema (Martial, 76e) | Équipes | Šehić - Sušić (Cipetić, 64e), Ahmedhodžić, Hadžikadunić, Saničanin, Kolašinac (Ćivić, 53e) - Pjanić, Hadžiahmetović, Cimirot (Lončar, 72e) - Džeko , Demirović (Prevljak, 72e) | Stade de la Meinau, Strasbourg Spectateurs : 21 754 Arbitrage : Sandro Schärer | Stade de la Meinau, Strasbourg Spectateurs : 21 754 Arbitrage : Sandro Schärer |

| Qualification Coupe du monde                           | Ukraine | 1 - 1   | France |                                                 |                                                 |
| 4 septembre 2021 · 20 h 45 · Historique des rencontres | 44e Chaparenko | (1 - 0) | 50e Martial | Stade olympique, Kiev Arbitrage : Slavko Vinčić | Stade olympique, Kiev Arbitrage : Slavko Vinčić |
| 4 septembre 2021 · 20 h 45 · Historique des rencontres | Pyatov - Tymchyk, Matviyenko, Kryvtsov, Zabarnyi, Mykolenko - Yarmolenko (Zubkov, 90e), Shaparenko (Sydorchuk, 90e), Stepanenko, Tsyhankov (Malinovskyi, 82e) - Yaremchuk (Sikan, 82e) | Équipes | Lloris - Dubois, Zouma, Kimpembe, Digne - Pogba, Tchouaméni (Veretout, 83e), Rabiot - Coman (Diaby, 64e), Griezmann, Martial (Benzema, 64e) | Stade olympique, Kiev Arbitrage : Slavko Vinčić | Stade olympique, Kiev Arbitrage : Slavko Vinčić |

| Qualification Coupe du monde                           | France | 2 - 0   | Finlande |                                                                                   |                                                                                   |
| 7 septembre 2021 · 20 h 45 · Historique des rencontres | 25e Griezmann (Benzema ) · 53e Griezmann (Dubois ) | (1 - 0) | | Groupama Stadium, Décines-Charpieu Spectateurs : 57 057 Arbitrage : Deniz Aytekin | Groupama Stadium, Décines-Charpieu Spectateurs : 57 057 Arbitrage : Deniz Aytekin |
| 7 septembre 2021 · 20 h 45 · Historique des rencontres | Lloris - Zouma, Varane, Kimpembe (Lenglet, 90e) - Dubois (Mukiele, 67e), Pogba, Rabiot, T.Hernandez - Griezmann (Tchouaméni, 90e) - Martial (Ben Yedder, 80e), Benzema | Équipes | Hrádecký - Alho (Raitala, 80e), Väisänen, Arajuuri , O'Shaughnessy, Uronen (Soiri, 63e) - Nissilä (Kairinen, 73e), Schüller (Valakari, 62e), Kamara - Pohjanpalo (Jensen, 73e), Pukki | Groupama Stadium, Décines-Charpieu Spectateurs : 57 057 Arbitrage : Deniz Aytekin | Groupama Stadium, Décines-Charpieu Spectateurs : 57 057 Arbitrage : Deniz Aytekin |

| Phase finale de la Ligue des Nations 2020-2021       | Belgique | 2 - 3   | France |                                                                         |                                                                         |
| 7 octobre 2021 · 20 h 45 · Historique des rencontres | 37e Carrasco · 40e Lukaku | (2 - 0) | 62e Benzema (Mbappé ) · 69e (pen.) Mbappé · 90e T.Hernandez                                                                                            | Juventus Stadium, Turin Spectateurs : 12 409 Arbitrage : Daniel Siebert | Juventus Stadium, Turin Spectateurs : 12 409 Arbitrage : Daniel Siebert |
| 7 octobre 2021 · 20 h 45 · Historique des rencontres | Courtois - Vertonghen, Denayer, Alderweireld - Carrasco, Tielemans (Vanaken, 70e), Witsel, Castagne (Batshuayi, 90e) - Hazard (Trossard, 74e), Lukaku, De Bruyne | Équipes | Lloris - L.Hernandez, Varane, Koundé - T.Hernandez, Rabiot (Tchouaméni, 75e), Pogba, Pavard (Dubois, 90e) - Griezmann, Mbappé, Benzema (Veretout, 90e) | Juventus Stadium, Turin Spectateurs : 12 409 Arbitrage : Daniel Siebert | Juventus Stadium, Turin Spectateurs : 12 409 Arbitrage : Daniel Siebert |

| Phase finale de la Ligue des Nations 2020-2021        | Espagne | 1 - 2   | France |                                                                       |                                                                       |
| 10 octobre 2021 · 20 h 45 · Historique des rencontres | 64e Oyarzabal (Busquets ) | (0 - 0) | 66e Benzema (Mbappé ) · 80e Mbappé | Stade San Siro, Milan Spectateurs : 31 511 Arbitrage : Anthony Taylor | Stade San Siro, Milan Spectateurs : 31 511 Arbitrage : Anthony Taylor |
| 10 octobre 2021 · 20 h 45 · Historique des rencontres | Unai Simón - Alonso, García, Laporte, Azpilicueta - Rodri (Fornals, 84e), Busquets , Gavi (Koke, 75e) - Sarabia (Pino, 61e), Oyarzabal, F.Torres (Merino, 84e) | Équipes | Lloris - Kimpembe, Varane (Upamecano, 43e), Koundé - T.Hernandez, Tchouaméni, Pogba, Pavard (Dubois, 79e) - Griezmann (Veretout, 90e), Mbappé, Benzema | Stade San Siro, Milan Spectateurs : 31 511 Arbitrage : Anthony Taylor | Stade San Siro, Milan Spectateurs : 31 511 Arbitrage : Anthony Taylor |

| Qualification Coupe du monde                           | France | 8 - 0   | Kazakhstan |                                                                       |                                                                       |
| 13 novembre 2021 · 20 h 45 · Historique des rencontres | 6e Mbappé (T.Hernandez ) · 12e Mbappé (Coman ) · 32e Mbappé (Coman ) · 55e Benzema (T.Hernandez ) · 59e Benzema (Mbappé ) · 75e Rabiot (Griezmann ) · 84e (pen.) Griezmann · 87e Mbappé (Diaby ) | (3 - 0) | | Parc des Princes, Paris Spectateurs : 45 551 Arbitrage : Glenn Nyberg | Parc des Princes, Paris Spectateurs : 45 551 Arbitrage : Glenn Nyberg |
| 13 novembre 2021 · 20 h 45 · Historique des rencontres | Lloris - L.Hernandez (Lenglet, 80e), Upamecano, Koundé - T.Hernandez, Rabiot, Kanté (Tchouaméni, 71e), Coman (Pavard, 80e) - Griezmann, Mbappé (Ben Yedder, 88e), Benzema (Diaby, 71e)           | Équipes | Pokatilov - Bystrov (Kairov, 85e), Yerlanov, Marochkin, Alip, Taykenov - Tapalov (Baytana, 68e), Kuat , Zharynbetov - Aymbetov (Zhaksylykov, 60e), Omirtayev (Vasilyev, 60e) | Parc des Princes, Paris Spectateurs : 45 551 Arbitrage : Glenn Nyberg | Parc des Princes, Paris Spectateurs : 45 551 Arbitrage : Glenn Nyberg |

| Qualification Coupe du monde                           | Finlande | 0 - 2   | France |                                                                        |                                                                        |
| 16 novembre 2021 · 20 h 45 · Historique des rencontres | | (0 - 0) | 66e Benzema (Mbappé ) · 76e Mbappé | Stade olympique, Helsinki Spectateurs : 31 892 Arbitrage : Marco Guida | Stade olympique, Helsinki Spectateurs : 31 892 Arbitrage : Marco Guida |
| 16 novembre 2021 · 20 h 45 · Historique des rencontres | Hrádecký - Hämäläinen, O'Shaughnessy (Pohjanpalo, 82e), Ivanov, Väisänen, Uronen (Taylor, 72e) - Nissilä (Valakari, 82e), Schüller (Forss, 64e), Kamara - Lod, Pukki | Équipes | Lloris - Upamecano, Zouma, Koundé (Coman, 57e) - Digne, Rabiot (Veretout, 80e), Tchouaméni, Dubois (Pavard, 46e) - Griezmann (Guendouzi, 67e), Diaby (Benzema, 57e), Mbappé | Stade olympique, Helsinki Spectateurs : 31 892 Arbitrage : Marco Guida | Stade olympique, Helsinki Spectateurs : 31 892 Arbitrage : Marco Guida |

## Statistiques

### Temps de jeu des joueurs
| Joueurs             |                 |                 |                 |                 |                 |                 |                 |                 |                 |                 |                 |                 |                 |                 |                      |                 | Total           |
| Gardiens de but     | Gardiens de but | Gardiens de but | Gardiens de but | Gardiens de but | Gardiens de but | Gardiens de but | Gardiens de but | Gardiens de but | Gardiens de but | Gardiens de but | Gardiens de but | Gardiens de but | Gardiens de but | Gardiens de but | Gardiens de but      | Gardiens de but | Gardiens de but |
| ------------------- | --------------- | --------------- | --------------- | --------------- | --------------- | --------------- | --------------- | --------------- | --------------- | --------------- | --------------- | --------------- | --------------- | --------------- | -------------------- | --------------- | --------------- |
| Hugo Lloris         | 90              | 90              | 90              | 90              | 90              | 90              | 90              | 90 · 27e        | 120             | 90              | 90              | 90              | 90              | 90              | 90                   | 90              | 1470            |
| Steve Mandanda      | r               | r               | r               | r               | r               | r               | r               | r               | r               | r               | r               | r               |                 |                 |                      |                 | 0               |
| Mike Maignan        | r               | r               | r               | r               | r               | r               | r               | r               | r               | r               | r               | r               | r               | r               |                      |                 | 0               |
| Alphonse Areola     |                 |                 |                 |                 |                 |                 |                 |                 |                 |                 |                 |                 |                 |                 | r                    | r               | 0               |
| Benoit Costil       |                 |                 |                 |                 |                 |                 |                 |                 |                 |                 |                 |                 | r               | r               | r                    | r               | 0               |
| Défenseurs          |                 |                 |                 |                 |                 |                 |                 |                 |                 |                 |                 |                 |                 |                 |                      |                 |                 |
| Raphaël Varane      | 90              | r               | 90 · 51e        | 90 · 76e        | 90              | 90              | 90              | 90              | 120 · 30e       | 90              | r               | 90              | 90              | 43e             |                      |                 | 1063            |
| Presnel Kimpembe    | 90              |                 | 90              | 90              | 90              | 90              | 90              | 90 · 83e        | 120             | 90              | 90 · 88e        | 90e             | r               | 90              |                      |                 | 1110            |
| Benjamin Pavard     | 90 · 30e        | r               | 90              | 46e             | 90              | 90              | 90 · 10e        | r               | 120 · 91e       |                 |                 |                 | 90+2e           | 79e             | 80e                  | 46e             | 841             |
| Clément Lenglet     | r               | 90              | r               | r               | r               | r               | r               | r               | 46e             | r               | r               | 90e             |                 |                 | 80e                  | r               | 147             |
| Lucas Digne         | r               | 90              | r               | 46e             | 46e             | r               | 90              | 46e · 52e       |                 | 90              | 90              | r               | r               |                 | r                    | 90              | 544             |
| Léo Dubois          | r               | 90              | r               | r               | r               | r               | r               |                 |                 | 54e             | 90              | 67e             | 90+2e           | 79e             | r                    | 46e             | 340             |
| Lucas Hernandez     | 90              | r               | 90              | 46e             | 46e             | 90              | r               | 46e · 36e       | r               |                 |                 |                 | 90              | r               | 80e                  | r               | 578             |
| Kurt Zouma          | r               | 90              | r               |                 | r               | r               |                 | r               | r               | r               | 90              | 90              |                 |                 | r                    | 90              | 360             |
| Jules Koundé        |                 |                 |                 | 46e             | r               | r               | r               | 90              | r               | 51e             |                 |                 | 90              | 90 · 55e        | 90                   | 57e             | 512             |
| Ferland Mendy       |                 | r               | r               |                 |                 |                 |                 |                 |                 |                 |                 |                 |                 |                 |                      |                 | 0               |
| Théo Hernandez      |                 |                 |                 |                 |                 |                 |                 |                 |                 | r               | r               | 90              | 90 · 90e        | 90              | 90                   | r               | 360             |
| Dayot Upamecano     |                 |                 |                 |                 |                 |                 |                 |                 |                 |                 |                 |                 | r               | 43e             | 90                   | 90              | 227             |
| Nordi Mukiele       |                 |                 |                 |                 |                 |                 |                 |                 |                 |                 | r               | 67e             |                 |                 |                      |                 | 23              |
| Milieux de terrain  |                 |                 |                 |                 |                 |                 |                 |                 |                 |                 |                 |                 |                 |                 |                      |                 |                 |
| Moussa Sissoko      | r               | 82e             | 90e             | 64e             | 84e             |                 | r               | 87e             | 88e             |                 |                 |                 |                 |                 |                      |                 | 46              |
| N'Golo Kanté        | 90              |                 |                 |                 | 65e             | 90              | 90              | 90              | 120             | r               |                 |                 |                 |                 | 71e                  | r               | 616             |
| Adrien Rabiot       | 90              | 59e             | 90              | 90              |                 | 90+4e           | 57e             | 52e             | 120             |                 | 90              | 90              | 75e             |                 | 90 · 75e             | 80e             | 1035            |
| Thomas Lemar        | r               | 90              | 90e · 66e       |                 | 65e             | r               | 87e             | r               | r               | 46e             |                 | r               |                 |                 |                      |                 | 254             |
| Paul Pogba          | 63e             | 59e             | 90 · 79e        | 63e             | 90              | 90              | 76e             | 90              | 120 · 75e       | 90              | 90              | 90              | 90              | 90 · 46e        |                      |                 | 1155            |
| Corentin Tolisso    |                 |                 |                 | 64e             | 84e             | 89e             | 76e             | 66e             | r               |                 |                 |                 |                 |                 |                      |                 | 229             |
| Tanguy Ndombele     |                 | 82e             | r               |                 |                 |                 |                 |                 |                 |                 |                 |                 |                 |                 |                      |                 | 8               |
| Jordan Veretout     |                 |                 |                 |                 |                 |                 |                 |                 |                 | 54e · 30e       | 83e             | r               | 90+7e           | 90+2e           | r                    | 80e             | 71              |
| Aurélien Tchouameni |                 |                 |                 |                 |                 |                 |                 |                 |                 | 46e             | 83e             | 90e             | 75e             | 90              | 71e                  | 90              | 342             |
| Mattéo Guendouzi    |                 |                 |                 |                 |                 |                 |                 |                 |                 |                 | r               | r               | r               | r               | r                    | 67e             | 23              |
| Attaquants          |                 |                 |                 |                 |                 |                 |                 |                 |                 |                 |                 |                 |                 |                 |                      |                 |                 |
| Antoine Griezmann   | 90 · 19e        | 59e             | 90 · 60e        | 84e · 48e       | 65e · 29e       | 90              | 90 · 66e        | 87e · 40e       | 88e             | 76e · 39e       | 90              | 90e · 25e 53e   | 90              | 90+2e           | 90 · 84e             | 67e             | 1338            |
| Olivier Giroud      | 63e             | r               | 59e             |                 | 41e · 83e 90e   | r               | 76e             | r               | 94e             |                 |                 |                 |                 |                 |                      |                 | 157             |
| Kylian Mbappé       | 77e             | 59e             | 90              | 73e · 34e       | 84e             | 90              | 90              | 90              | 120             | 90e             |                 |                 | 90 · 69e        | 90 · 80e · 90e  | 88e · 6e 12e 32e 87e | 90 · 76e        | 1193            |
| Ousmane Dembélé     | 63e             | 90e · 20e · 88e | r               | 73e · 79e       | 65e             | 90+4e           | 57e · 87e       |                 |                 |                 |                 |                 |                 |                 |                      |                 | 190             |
| Wissam Ben Yedder   | r               | 59e             | r               | 84e             | 84e             | r               |                 | r               | r               |                 |                 | 80e             | r               | r               | 88e                  | r               | 55              |
| Kingsley Coman      | 63e             | 90e             | 59e             | 63e             | r               |                 |                 | 66e             | 46e · 111e      | 76e             | 64e             |                 |                 |                 | 80e                  | 57e             | 439             |
| Karim Benzema       |                 |                 |                 | 90              | 41e             | 89e             | 76e             | 90 · 45e 47e    | 94e · 57e 59e   | 76e             | 64e             | 90              | 90+7e · 62e     | 90 · 66e        | 71e · 55e 59e · 52e  | 57e · 66e       | 963             |
| Marcus Thuram       |                 |                 |                 | r               |                 |                 | r               |                 | 111e            |                 |                 |                 |                 |                 |                      |                 | 9               |
| Anthony Martial     | 77e             | 59e             |                 |                 |                 |                 |                 |                 |                 | 76e             | 64e · 50e       | 80e             | r               | r               |                      |                 | 230             |
| Moussa Diaby        |                 |                 |                 |                 |                 |                 |                 |                 |                 | 90e             | 64e             | r               | r               | r               | 71e                  | 57e             | 103             |

Un « r » indique un joueur qui était dans les remplaçants mais qui n'est pas entré en jeu.

## Aspects socio-économiques

### Audiences télévisuelles
| Jour de diffusion  | Match                       | Compétition                        | Diffuseur | Téléspectateurs | Part d'audience | Référence |
| ------------------ | --------------------------- | ---------------------------------- | --------- | --------------- | --------------- | --------- |
| 24 mars 2021       | France – Ukraine            | Qualifications Coupe du monde 2022 | TF1       | 6 026 000       | 24,3 %          | [ 7 ]     |
| 28 mars 2021       | Kazakhstan – France         | Qualifications Coupe du monde 2022 | TF1       | 4 495 000       | 37,4 %          | [ 8 ]     |
| 31 mars 2021       | Bosnie-Herzégovine – France | Qualifications Coupe du monde 2022 | M6        | 5 405 000       | 21,3 %          | [ 9 ]     |
| 2 juin 2021        | France – Pays de Galles     | Amical                             | TF1       | 6 943 000       | 30,2 %          | [ 10 ]    |
| 8 juin 2021        | France – Bulgarie           | Amical                             | M6        | 7 061 000       | 31,7 %          | [ 11 ]    |
| 15 juin 2021       | France – Allemagne          | Championnat d'Europe (Groupe F)    | M6        | 15 097 000      | 57,5 %          | [ 12 ]    |
| 19 juin 2021       | Hongrie – France            | Championnat d'Europe (Groupe F)    | TF1       | 12 260 000      | 70,3 %          | [ 13 ]    |
| 23 juin 2021       | Portugal – France           | Championnat d'Europe (Groupe F)    | TF1       | 15 590 000      | 57,6 %          | [ 14 ]    |
| 28 juin 2021       | France – Suisse             | Championnat d'Europe (⅛ de finale) | TF1       | 16 344 000      | 63,3 %          | [ 15 ]    |
| 1er septembre 2021 | France – Bosnie-Herzégovine | Qualifications Coupe du monde 2022 | M6        | 5 921 000       | 25,5 %          | [ 16 ]    |
| 4 septembre 2021   | Ukraine – France            | Qualifications Coupe du monde 2022 | M6        | 4 930 000       | 25,3 %          | [ 17 ]    |
| 7 septembre 2021   | France – Finlande           | Qualifications Coupe du monde 2022 | TF1       | 6 893 000       | 30,6 %          | [ 18 ]    |
| 7 octobre 2021     | Belgique – France           | Ligue des nations (demi-finale)    | TF1       | 6 702 000       | 31,4 %          | [ 19 ]    |
| 10 octobre 2021    | Espagne – France            | Ligue des nations (finale)         | M6        | 8 099 000       | 35,2 %          | [ 20 ]    |
| 13 novembre 2021   | France – Kazakhstan         | Qualifications Coupe du monde 2022 | M6        | 5 977 000       | 28,4 %          | [ 21 ]    |
| 16 novembre 2021   | Finlande – France           | Qualifications Coupe du monde 2022 | TF1       | 6 297 000       | 27,7 %          | [ 22 ]    |